# Comuna Krîmska Roza, Bilohirsk
Krîmska Roza (în ucraineană Кримська Роза) este o comună în raionul Bilohirsk, Republica Autonomă Crimeea, Ucraina, formată din satele Krîmska Roza (reședința) și Vîșneve.

## Demografie
Componența lingvistică a comunei Krîmska Roza
     Rusă (79,45%)
     Tătară crimeeană (13,12%)
     Ucraineană (5,93%)
     Alte limbi (0,7%)
Conform recensământului din 2001, majoritatea populației comunei Krîmska Roza era vorbitoare de rusă (79,45%), existând în minoritate și vorbitori de tătară crimeeană (13,12%) și ucraineană (5,93%).